# Agrotis inspinosa
Agrotis inspinosa är en fjärilsart som beskrevs av Achille Guenée 1852. Agrotis inspinosa ingår i släktet Agrotis och familjen nattflyn. Inga underarter finns listade i Catalogue of Life.